# Markarfljót
Markarfljót (uttal (fil)) är en 100 km lång flod i Suðurland, Island.
Den rinner upp i Rauðafossafjöll öster om Hekla, de huvudsakliga källorna är Mýrdalsjökull och Eyjafjallajökull. Markarfljót flyter genom smala raviner i det bergiga området mellan Tindfjallajökull och Torfajökull för att mynna i Atlanten väster om Eyjafjallajökull.